# ماريسا روث
ماريسا روث (بالإنجليزية: Marissa Roth)‏ هي صحفية ومصورة أمريكية، ولدت في 1957 في لوس أنجلوس في الولايات المتحدة.

## وصلات خارجية
- الموقع الرسمي